# بوب كالاهان
بوب كالاهان (بالإنجليزية: Bob Callahan)‏ هو لاعب كرة قدم أمريكية أمريكي، ولد في 26 سبتمبر 1923 في سانت لويس في الولايات المتحدة، وتوفي في 10 مارس 2011.

## وصلات خارجية
- بوب كالاهان على موقع مرجع كرة القدم المحترفة.كوم (الإنجليزية)